# Denticulobasis
Denticulobasis is een geslacht van libellen (Odonata) uit de familie van de waterjuffers (Coenagrionidae).

## Soorten
Denticulobasis omvat 3 soorten:
- Denticulobasis ariken Machado, 2009
- Denticulobasis dunklei Machado, 2009
- Denticulobasis garrisoni Machado, 2009